# Gare de Fontainebleau - Avon
La gare de Fontainebleau - Avon, parfois appelée gare d'Avon, est une gare ferroviaire française de la ligne de Paris-Lyon à Marseille-Saint-Charles (ligne classique), située sur le territoire de la commune d'Avon, dans le département de Seine-et-Marne, en région Île-de-France.
C'est aujourd'hui une gare de la Société nationale des chemins de fer français (SNCF), desservie par les trains de la ligne R du Transilien et par des trains du réseau TER Bourgogne-Franche-Comté.

## Situation ferroviaire
Établie à 77 mètres d'altitude, la gare de Fontainebleau - Avon est située au point kilométrique (PK) 58,941 de la ligne de Paris-Lyon à Marseille-Saint-Charles (ligne classique), entre la halte de Fontainebleau-Forêt et la gare de Thomery. Elle est séparée de cette dernière par le viaduc de Changis, situé à environ 600 m.

## Histoire

### Fondation etXIXesiècle
Le bâtiment voyageurs est l'œuvre de l'architecte François-Alexis Cendrier, qui a également construit de nombreuses autres gares de la compagnie du PLM.
En 1862, le trafic annuel est de 118 563 voyageurs au départ et de 120 423 voyageurs à l'arrivée ; il est de 7 946 tonnes de marchandises au départ et de 12 083 tonnes à l'arrivée.
Construite avec trois voies dont deux desservies par un quai, elle a vu son nombre de voies réduit à deux pour permettre l'élargissement et l'agrandissement des quais.
En 1866, le prix d'un aller Paris – Fontainebleau - Avon coûtait 6,60 F en 1re classe, 4,95 F en 2e classe et 3,65 F en 3e classe.

Vues anciennes de la gare
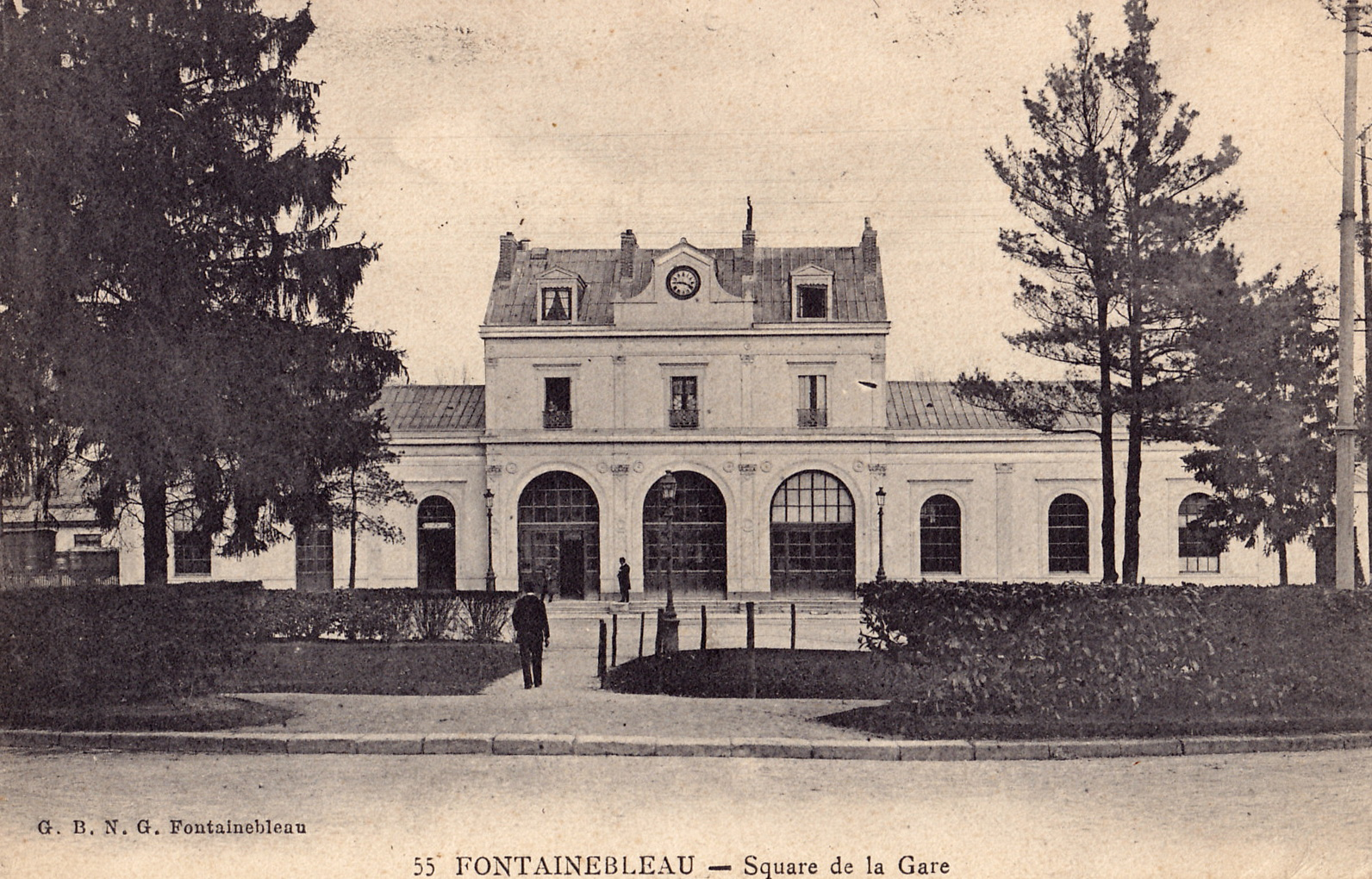
La gare, vers 1908.
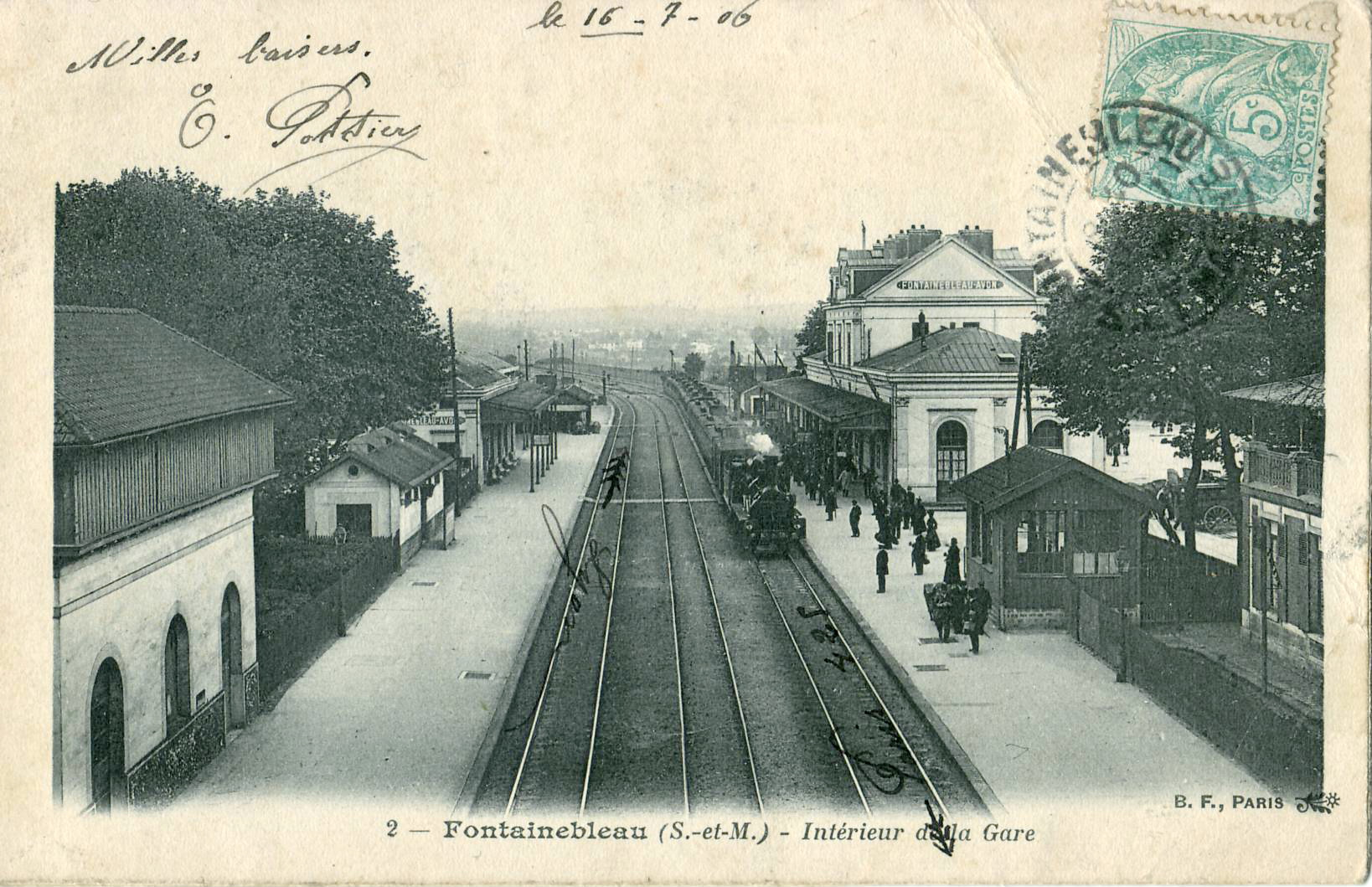
Les voies et les quais, vers 1906.
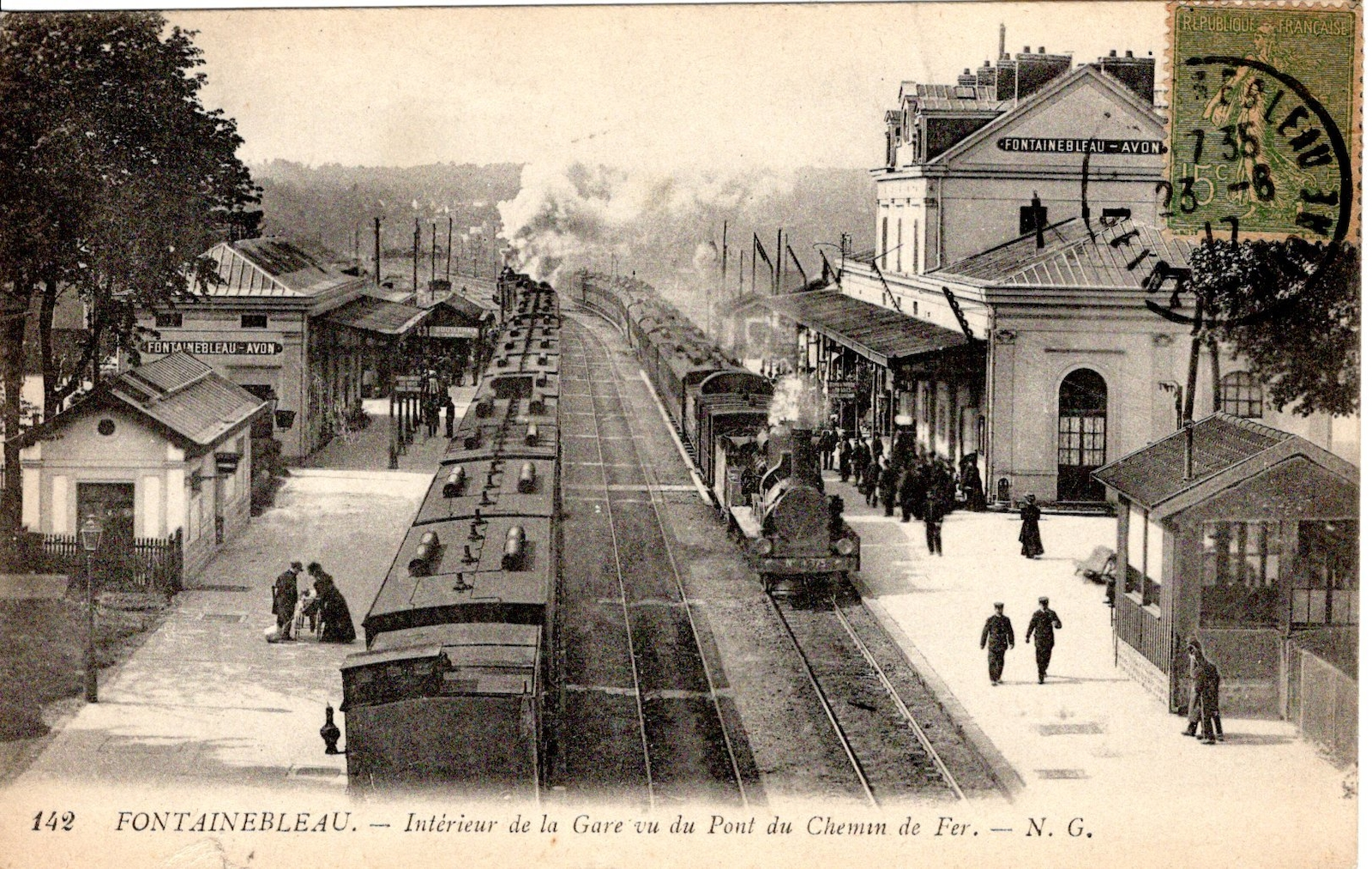
Les voies et les quais, vers 1917.

### Modernisation en 1937
En 1937, la Compagnie PLM rénove et modernise la gare. Le bâtiment est soulagé de sa décoration et transformé, en accord avec le style local quand cela a été possible. Des enduits à la chaux et au ciment remplacent désormais les anciens en plâtre. La décoration et les encadrements des baies sont simplifiés et s'harmonisent avec l'intérieur qui reçoit des installations modernisées. Le dallage en asphalte des salles d'attente et des pas perdus est remplacé par un carrelage en grès cérame. Aussi, on complète cela d'un soubassement en marbre avec plinthe.

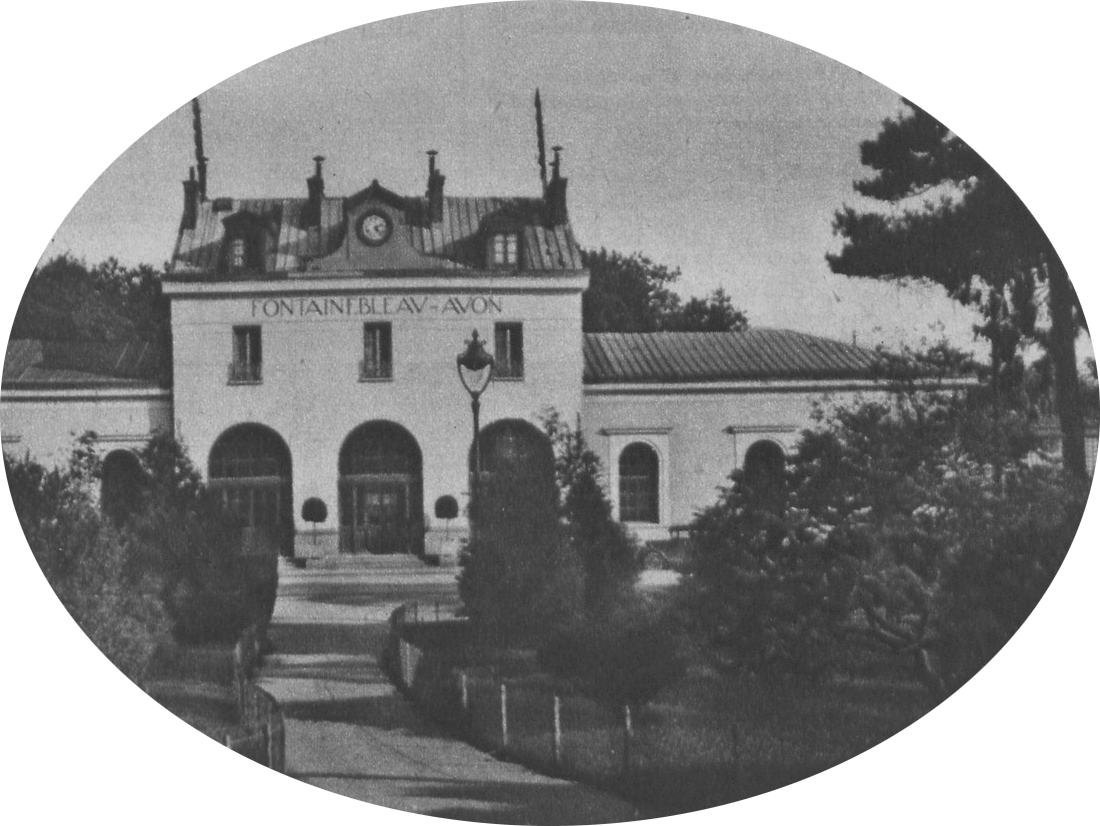
La gare modernisée, en 1937.

### XXIesiècle
Le TGV « Yonne-Méditerranée » (créé à la fin des années 1990, afin de relier Melun à Marseille), marquant l'arrêt en gare depuis juillet 2009, est supprimé en décembre 2011 car n'ayant jamais atteint le seuil d'équilibre.

## Fréquentation
De 2015 à 2022, selon les estimations de la SNCF, la fréquentation annuelle de la gare s'élève aux nombres indiqués dans le tableau ci-dessous.
| Année     | 2015      | 2016      | 2017      | 2018      | 2019      | 2020      | 2021      | 2022      |
| --------- | --------- | --------- | --------- | --------- | --------- | --------- | --------- | --------- |
| Voyageurs | 4 182 635 | 4 145 407 | 4 105 860 | 3 985 604 | 3 867 663 | 1 999 331 | 5 827 647 | 3 194 698 |

## Service des voyageurs

### Accueil

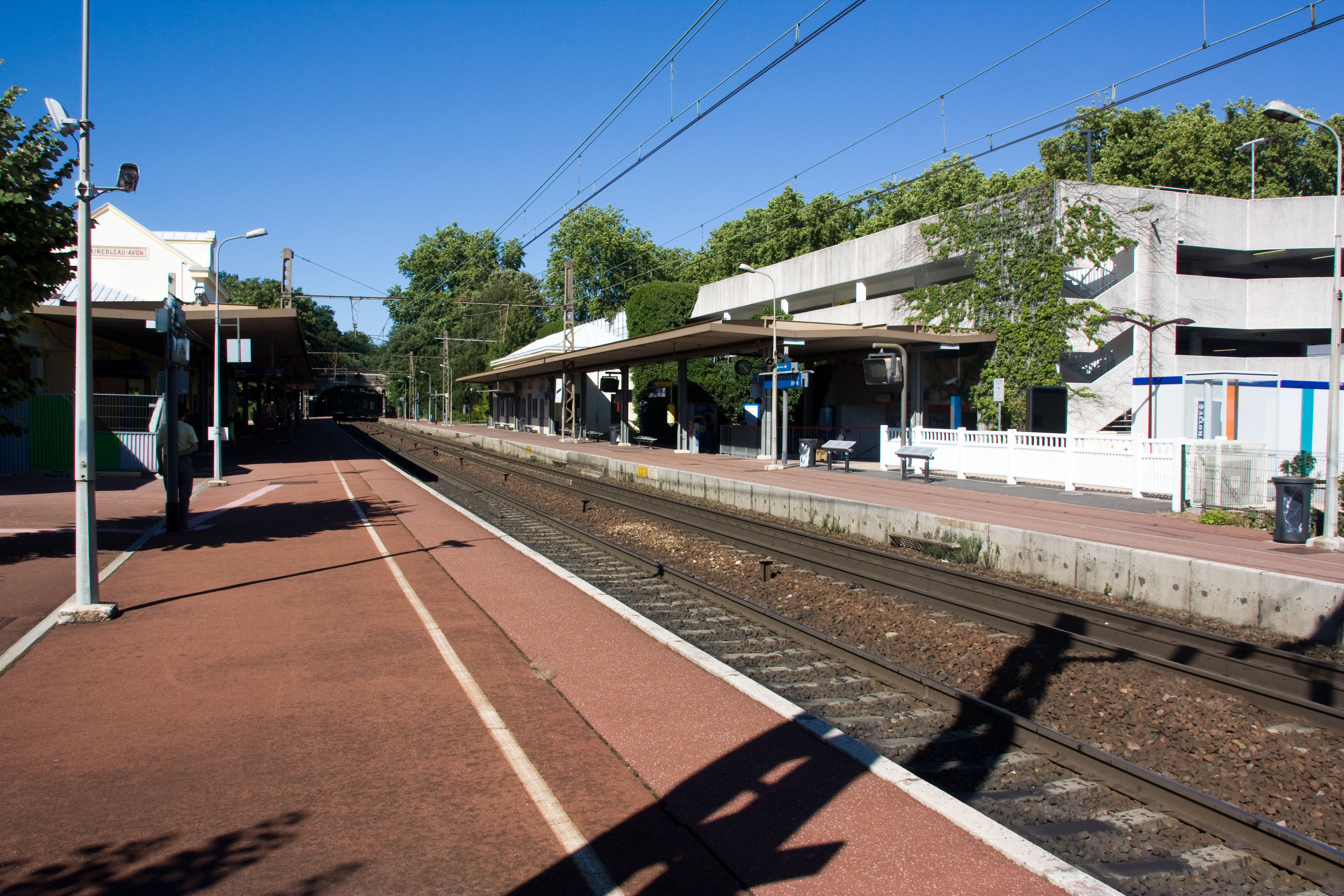
À gauche : la voie 2 en direction de Paris-Gare de Lyon ; à droite : la voie 1 en direction de Montereau / Laroche - Migennes ou Montargis.

C'est une gare SNCF, des réseaux Transilien et TER Bourgogne-Franche-Comté. Elle possède un bâtiment voyageurs avec un service commercial assuré du lundi au vendredi de 5 h 40 à 23 h, le samedi de 6 h 50 à 23 h et les dimanche et jours de fêtes de 6 h 50 à 21 h 15. La gare dispose également d'automates pour la vente des titres de transport Transilien, Navigo et grandes lignes. Un passage souterrain permet l'accès aux quais.
Une boutique de presse est installée dans le hall. Divers autres services sont disponibles, notamment des distributeurs de boissons et friandises.

### Desserte
Fontainebleau - Avon est desservie par les trains de la ligne R du Transilien (réseau Paris Sud-Est) circulant entre Paris et Montereau ou Montargis et, en complément, par des trains TER Bourgogne-Franche-Comté circulant entre Paris-Gare-de-Lyon et Laroche - Migennes.

### Intermodalité
Un parc à vélos et un parking payant d'une capacité de 500 places sont aménagés. Des lignes de transports en commun routiers ont un arrêt à proximité de la gare : 
La gare est desservie par les lignes 3401, 3403, 3404, 3405, 3406, 3407, 3408, 3409, 3412, 3417, 3418, 3420, 3421, 3423, 3439, 3451, 3454, Soirée Fontainebleau-Avon et les services de transport à la demande « TàD Bière » et « TàD Gâtinais » du réseau de bus Fontainebleau - Moret et par la ligne 4341 du Réseau de bus Essonne Sud Est et, la nuit, par la ligne N137 du réseau Noctilien. 
En période estivale, la navette d'autocars touristiques La Patache relie la gare à celle de Boutigny-sur-Essonne via Barbizon.

## Galerie de photographies

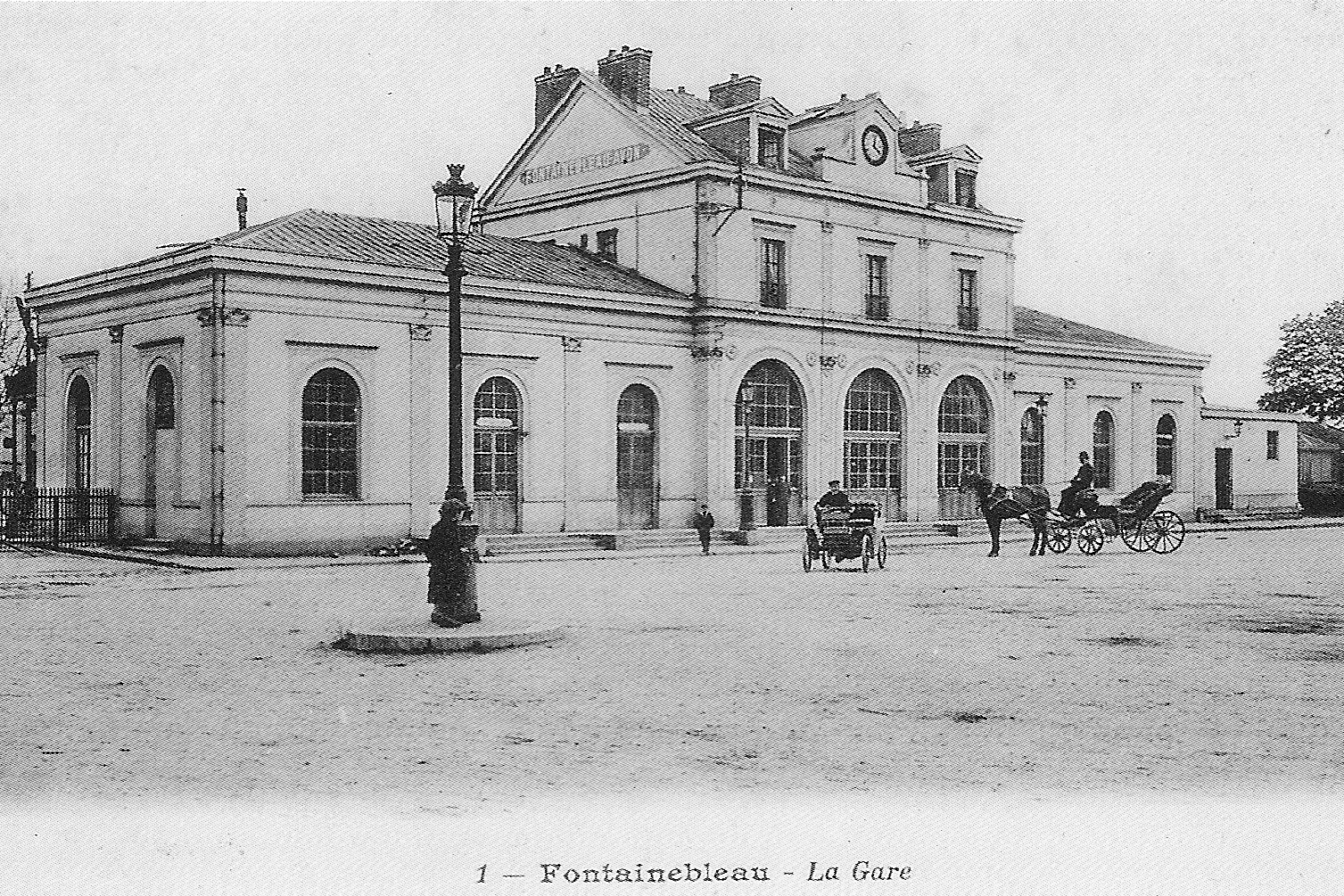
Le bâtiment voyageurs au début du XXe siècle.
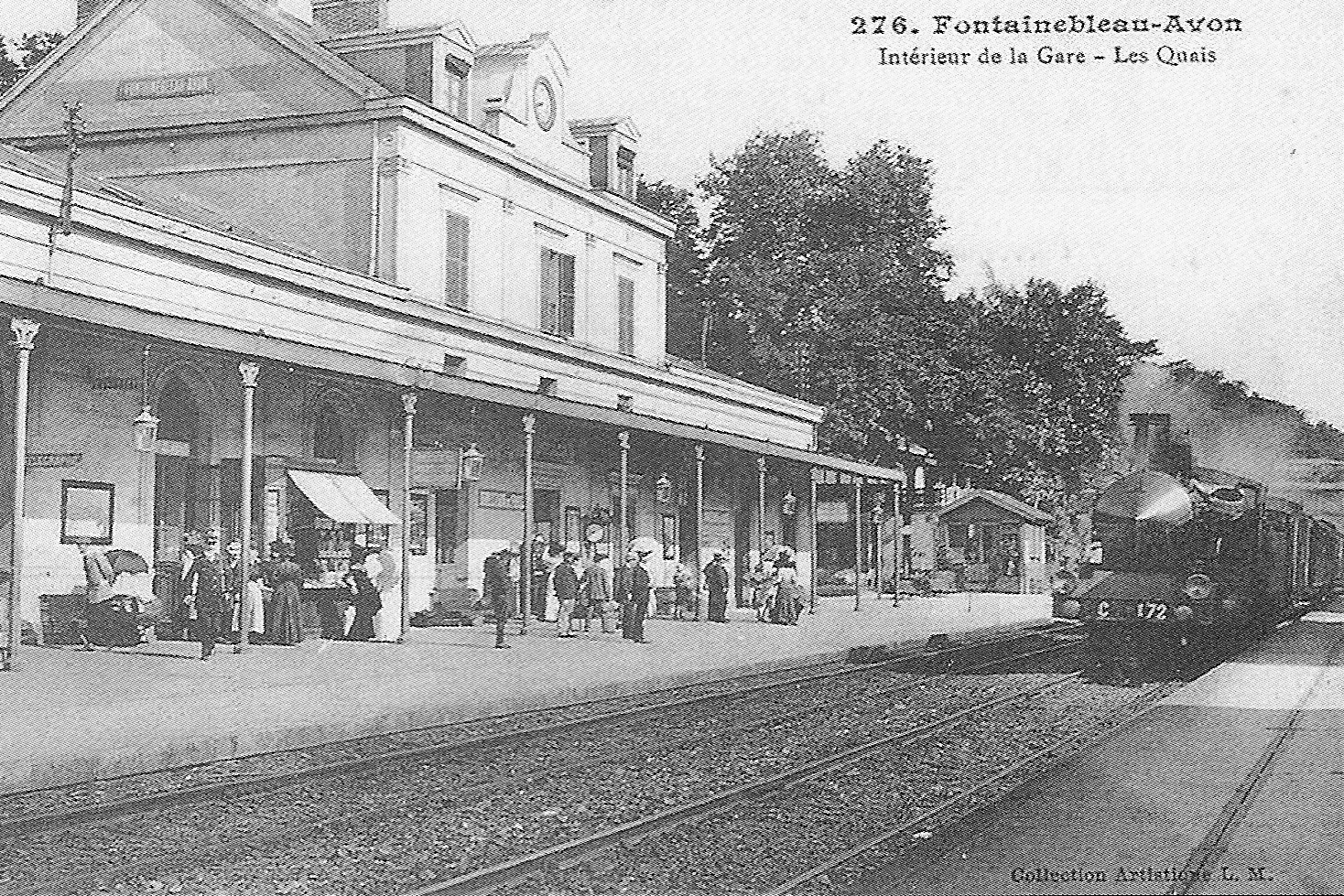
L'intérieur de la gare au début du XXe siècle.
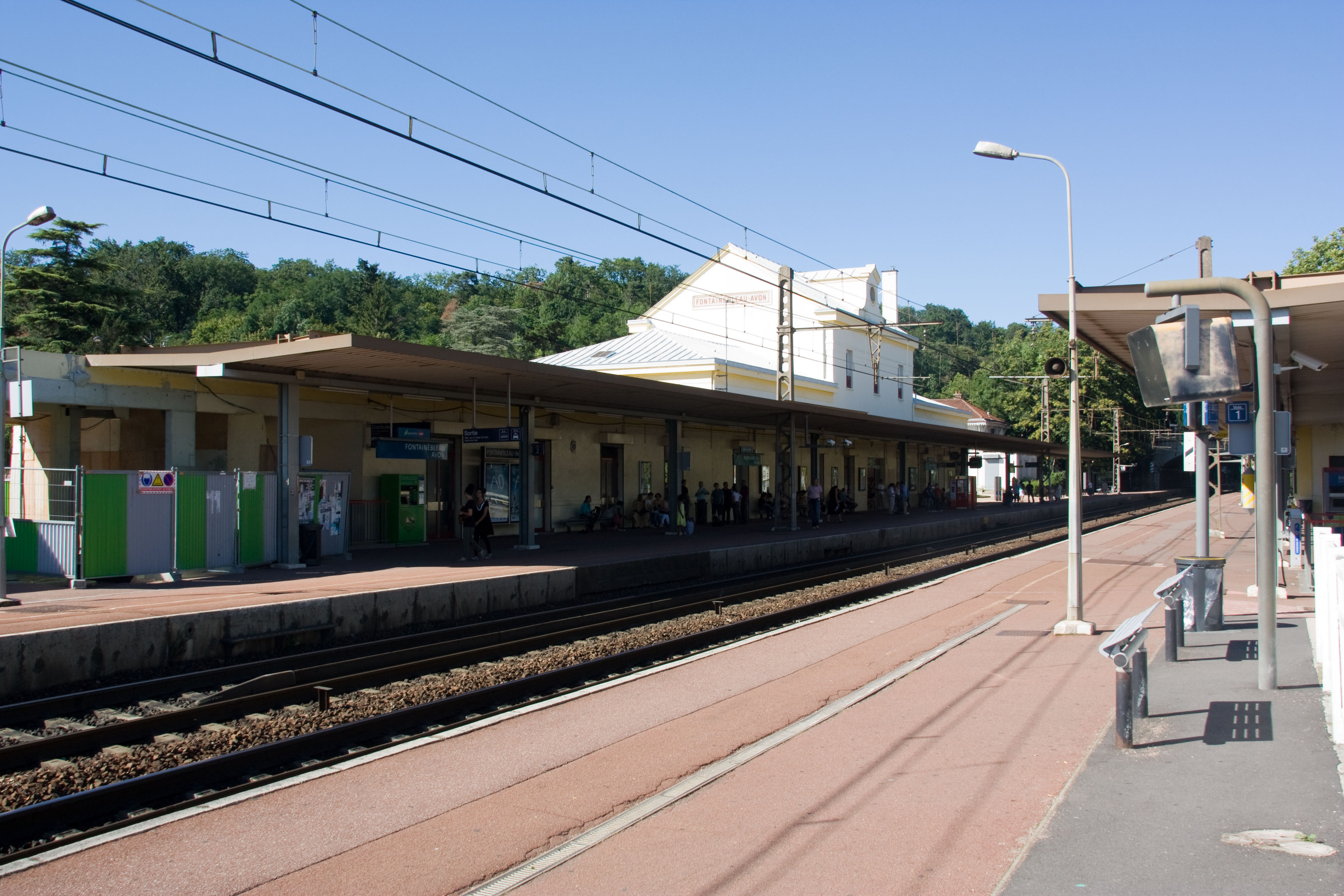
Les voies, les quais et le bâtiment voyageurs.